# Lillfors
Lillfors var en hammarsmedja för tillverkning av stångjärn strax utanför Storfors utefter Hättälven. Den började byggas 1606 och ingick som en av fyra smedjor i ett brukskomplex. De andra var två smedjor vid närliggande Fors (senare Storfors), samt en som kallades Hättälvens hammarsmedja.  